# Arrondissement d'Ebersberg
L'arrondissement d'Ebersberg est un arrondissement  (Landkreis en allemand) de Bavière   (Allemagne) situé dans le district (Regierungsbezirk en allemand) de Haute-Bavière. 
Son chef lieu est Ebersberg.

## Villes, communes & communautés d'administration
(nombre d'habitants en 2006)
| Städte 1. Ebersberg (11 103) 2. Grafing bei München (12 526) Märkte 1. Glonn, Markt (4 300) 2. Kirchseeon (9 302) 3. Markt Schwaben (11080) Verwaltungsgemeinschaften 1. Aßling (Communes Aßling, Emmering et Frauenneuharting) 2. Glonn (Markt Glonn et communes Baiern, Bruck, Egmating, Moosach et Oberpframmern) Gemeindefreies Gebiete 1. Anzinger Forst (31 km²) 2. Ebersberger Forst (18 km²) 3. Eglhartinger Forst (27 km²) | Gemeinden 1. Anzing (3 609) 2. Aßling (4 301) 3. Baiern (1 463) 4. Bruck (1 182) 5. Egmating (2 027) 6. Emmering (1 428) 7. Forstinning (3 380) 8. Frauenneuharting (1 441) 9. Hohenlinden (2 742) 10. Moosach (1 422) 11. Oberpframmern (2 137) 12. Pliening (4 929) 13. Poing (12 442) 14. Steinhöring (3 876) 15. Vaterstetten (21 379) 16. Zorneding (8 593) |